# Henry H. Starkweather

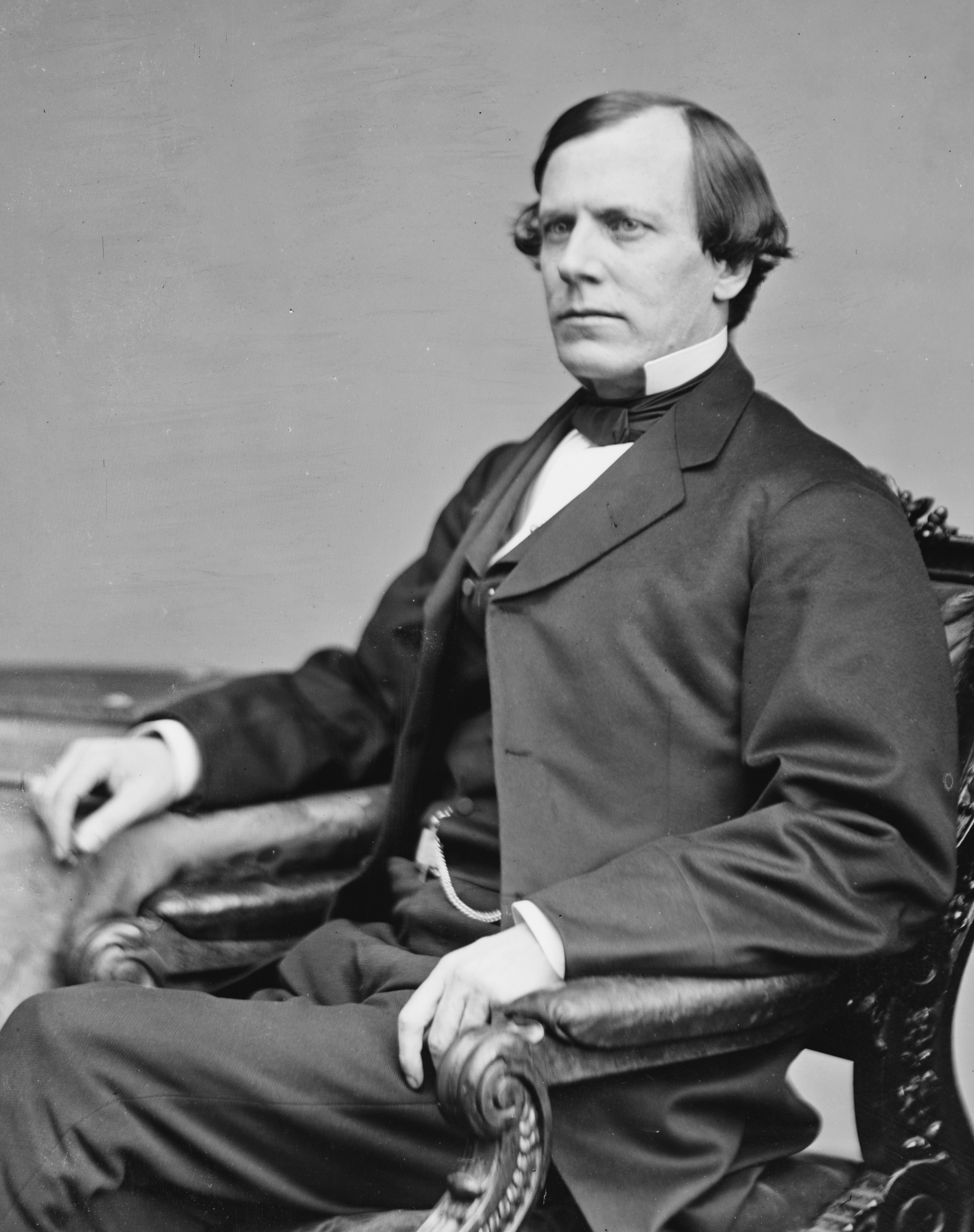
Henry H. Starkweather

Henry Howard Starkweather (* 29. April 1826 in Preston, New London County, Connecticut; † 28. Januar 1876 in Washington, D.C.) war ein US-amerikanischer Politiker. Zwischen 1867 und 1876 vertrat er den dritten Wahlbezirk des Bundesstaates Connecticut im US-Repräsentantenhaus.

## Werdegang
Henry Starkweather besuchte die öffentlichen Schulen seiner Heimat. Nach einem anschließenden Jurastudium und seiner Zulassung als Rechtsanwalt begann er in Norwich in seinem neuen Beruf zu arbeiten. Politisch wurde er Mitglied der Republikanischen Partei. 1856 wurde er in das Repräsentantenhaus von Connecticut gewählt. In den Jahren 1860 und 1868 war Starkweather jeweils Delegierter zu den Republican National Conventions, auf denen Abraham Lincoln und später Ulysses S. Grant als Präsidentschaftskandidaten der Partei nominiert wurden. Zwischen 1861 und 1865 war Starkweather Posthalter in Norwich.
Bei den Kongresswahlen des Jahres 1866 wurde er im dritten Distrikt von Connecticut in das US-Repräsentantenhaus in Washington gewählt. Dort trat er am 4. März 1867 die Nachfolge von Augustus Brandegee an. Nachdem er bei den folgenden Kongresswahlen jeweils in seinem Mandat bestätigt wurde, konnte er bis zu seinem Tod am 28. Januar 1876 im Kongress verbleiben. Zwischen 1871 und 1873 war er Vorsitzender des Ausschusses, der sich mit der Verwaltung des Bundesdistrikts in Washington befasste. Nach einer Nachwahl fiel sein Mandat an seinen Parteikollegen John T. Wait.